# Liga Suprema de Ucrania 2007-08
La Liga Suprema de Ucrania 2007-08 fue la 17.ª edición del campeonato de fútbol de máximo nivel en Ucrania. Shajtar Donetsk ganó el campeonato.

## Tabla de posiciones
|     | Equipo                | Pts | PJ | PG | PE | PP | GF | GC |
| --- | --------------------- | --- | -- | -- | -- | -- | -- | -- |
| 1.  | Shajtar Donetsk       | 74  | 30 | 24 | 2  | 4  | 75 | 24 |
| 2.  | Dinamo Kiev           | 71  | 30 | 22 | 5  | 3  | 65 | 26 |
| 3.  | Metalist Járkov*      | 63  | 30 | 19 | 6  | 5  | 51 | 27 |
| 4.  | Dnipro Dnipropetrovsk | 59  | 30 | 18 | 5  | 7  | 40 | 27 |
| 5.  | Tavriya Simferopol    | 47  | 30 | 13 | 8  | 9  | 38 | 40 |
| 6.  | Arsenal Kiev          | 42  | 30 | 11 | 9  | 10 | 42 | 36 |
| 7.  | Chernomorets Odessa   | 38  | 30 | 11 | 5  | 14 | 27 | 33 |
| 8.  | Vorskla Poltava       | 36  | 30 | 9  | 9  | 12 | 28 | 30 |
| 9.  | Metalurg Zaporizhia   | 36  | 30 | 9  | 9  | 12 | 24 | 32 |
| 10. | Karpaty Lviv          | 33  | 30 | 9  | 6  | 15 | 29 | 41 |
| 11. | Zarya Lugansk         | 31  | 30 | 9  | 4  | 17 | 24 | 43 |
| 12. | Metalurg Donetsk      | 31  | 30 | 6  | 13 | 11 | 34 | 39 |
| 13. | Kryvbas Kryvyi Rih    | 30  | 30 | 7  | 9  | 14 | 29 | 39 |
| 14. | FC Járkov             | 27  | 30 | 6  | 9  | 15 | 20 | 32 |
| 15. | Naftovyk-Ukrnafta     | 26  | 30 | 6  | 8  | 16 | 18 | 38 |
| 16. | Zakarpattia Uzhhorod  | 18  | 30 | 3  | 9  | 18 | 17 | 54 |

|  | Tercera ronda previa de la Liga de Campeones |
|  | Segunda ronda previa de la Liga de Campeones |
|  | Primera ronda de la Copa de la UEFA          |
|  | Segunda ronda previa de la Copa de la UEFA   |
|  | Segunda ronda de la Copa Intertoto           |
|  | Descenso a la Persha Liha                    |

* Metalist Járkov fue despojado de su medalla de bronce para esta temporada por el Tribunal de Arbitraje Deportivo en Lausana en agosto de 2013 por la fijación del partido Karpaty Lviv - Metalist (19 de abril de 2008)